# FC Jetîsu
FC Jetîsu (kazahă Жетісу Футбол Клубы) este o echipă de fotbal din Taldîkorgan, Kazahstan. Echipa este membră fondatoare a Superliga (Kazahstan), ratând 5 sezoane din cauza retrogradărilor.

## Istoricul denumirilor
- 1981 : Fondat ca Zhetîsu
- 1993 : Redenumit Taldîkorgan
- 1994 : Redenumit  Kainar
- 1998 : Redenumit  Zhetîsu Promservice pe motiv de sponsorizare
- 1999 : Redenumit  Zhetîsu

## Titluri
- Superliga (Kazahstan): 1

2006

## Jucători notabili
- Ionuț Luțu
- Guwançmuhammet Öwekow